# 亞德里亞海鮋
亞德里亞海鮋，為輻鰭魚綱鮋形目鮋亞目鮋科的其中一種，為熱帶海水魚，分布於東太平洋墨西哥索諾拉至智利海域，棲息深度5-157公尺，體長可達26公分，棲息在岩石底質底層水域，生活習性不明。